# Tanja Langer

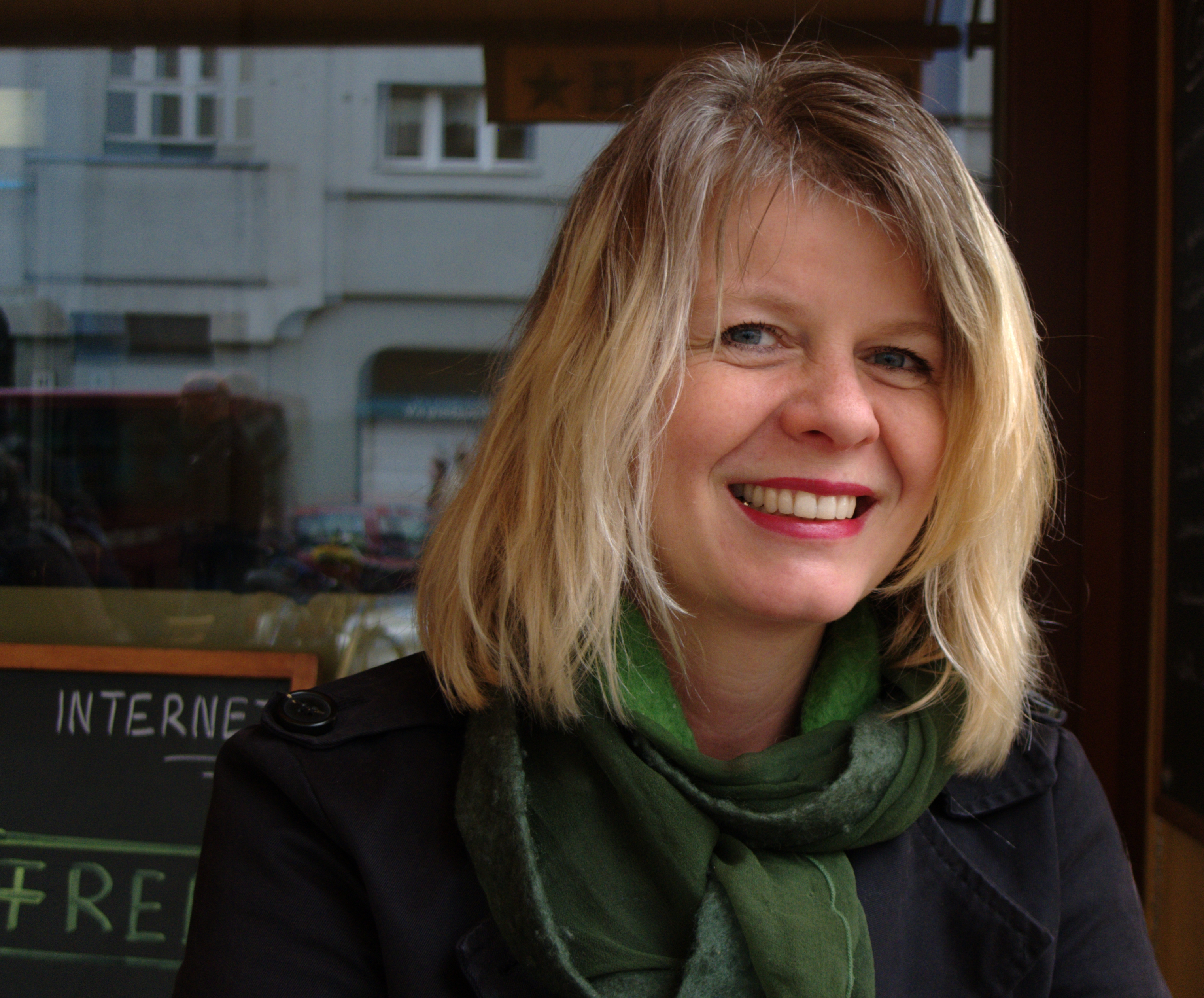
Tanja Langer (2010)

Tanja Langer, geb. Neumann (* 10. September 1962 in Wiesbaden), ist eine deutsche Regisseurin und Schriftstellerin.

## Leben
Tanja Langer wuchs in Wiesbaden auf. Ihre Eltern waren Flüchtlinge aus Oberschlesien. 1982 machte sie ihr Abitur am humanistischen Gymnasium (Diltheyschule).
Langer studierte Vergleichende Literaturwissenschaft, Kunstgeschichte, Philosophie und Politikwissenschaft in Paris, München und Berlin. Sie schloss mit einer Magister-Arbeit über Nathalie Sarraute und Marguerite Duras ab.
Von 1993 bis 2004 war sie mit Uwe Langer verheiratet. Mit ihm hat sie drei Kinder (* 1993, * 1996, * 1996). Tanja Langer lebt in Berlin-Wannsee.

## Künstlerische Tätigkeit
Während des Studiums arbeitete sie für die Berliner Tageszeitung sowie das Stadtmagazin Zitty und inszenierte Theaterstücke an der Studiobühne der Freien Universität Berlin. Nach Abschluss des Studiums war sie als freie Regisseurin an verschiedenen Berliner Theatern tätig.
Seit den Neunzigerjahren veröffentlicht sie literarische Texte, zunächst Theaterstücke, die sie zum Teil mit ihrer eigenen Theatergruppe („Theater Anna Oh.“) aufführte, so ihr Stück über die jüdische Dichterin Selma Meerbaum-Eisinger, Ich bin die Nacht (1992). Ihr Theaterstück Hagazussa mit dem „Weiten Theater“ in Berlin-Hellersdorf wurde vom Deutschen Kinder- und Jugendtheatertreffen 1993 als eines der zehn besten deutschsprachigen Stücke des Jahres ausgezeichnet.
Nach der Geburt ihrer ersten Tochter 1993 verlegte sie sich mehr aufs Schreiben; sie verfasste Beiträge über Bücher und Menschen für verschiedene Tageszeitungen (Tagesspiegel, Die Welt, Financial Times Deutschland) und den Rundfunk (Sender Freies Berlin).
1999 veröffentlichte sie ihren ersten Roman Cap Esterel. Im selben Jahr wurde ihr erstes Hörspiel Fluchtpunkte ausgestrahlt, in dem sie sich mit der Flucht ihrer Mutter aus Oberschlesien und ihren eigenen Erfahrungen als junges Mädchen im Restaurant der Eltern auseinandersetzte. 1999 erhielt sie ein Autorenstipendium des Berliner Senats für ihren Roman über den Hitlerfreund Dietrich Eckart, Der Morphinist oder Die Barbarin bin ich sowie 2000 ein Aufenthaltsstipendium des Künstlerhauses Schloss Wiepersdorf. Mit einem Auszug aus dem entstehenden Manuskript wurde sie zum Ingeborg-Bachmann-Preis nach Klagenfurt eingeladen und dort verrissen. Kollegen wie Hans Christoph Buch (Die Welt), Daniel Kehlmann und Tanja Dückers verteidigten das Buch in ihren Rezensionen.
Seit 1982 war Tanja Langer mit dem Vorstandssprecher der Deutschen Bank, Alfred Herrhausen, der 1989 einem Bombenattentat zum Opfer fiel, in Freundschaft verbunden. Dies wurde 2004 durch den Artikel des Welt-Reporters Ulli Kulke publik. Im August 2012 erschien ihr Buch über diese „sehr besondere Freundschaft“ mit dem Titel Der Tag ist hell, ich schreibe dir.
Bei ihrem Aufenthalt in Schloss Wiepersdorf im Jahr 2000 lernte Tanja Langer verschiedene Künstler und Komponisten kennen, was ihr Interesse an der Neuen Musik weckte. Fortan schrieb sie häufiger für bildende Künstler, Musiker und Komponisten; die Verbindung mit und die Liebe zu den „anderen“ Künsten prägen auch ihre Romane.
Regelmäßig arbeitet sie mit dem Berliner Komponisten Rainer Rubbert zusammen; sie verfasste für ihn das Libretto der Oper Kleist (Uraufführung 2008). Für die Dresdner Komponistin Agnes Ponizil schrieb sie u. a. den Text für die Kurzoper EUR-OPER (UA 2004 in Dresden), einen Chor und den Solo-Abend Poems of an Unknown House Wife (2009); 2010 lieferte sie den Text Sieben Liter sagen die Indianer für die Opern-Performance Wasserwesen – Der Brunnen klingt zur Rettung des Dresdner Neptunbrunnens in der Inszenierung von Annette Jahns.
2003 wurde sie Mitglied des PEN-Zentrums Deutschland.
2007 nahm Tanja Langer die Beschäftigung mit der Fotografie wieder auf; 2009 hatte sie ihre erste Ausstellung in der Galerie „SABA“ in Berlin-Mitte: Barbie & The Light of Darkness. 2010 Ausstellungsbeteiligung mit szenografischen Fotoarbeiten bei „just sex“ der Galerien „Kuhn & Partner“ und „cubus-m“ (Berlin) sowie Teilnahme am 7. Berliner Kunstsalon.
Außerdem arbeitete Tanja Langer mit dem Komponisten Rainer Rubbert am Liederzyklus Künstlerinnen, unter anderem über Camille Claudel (2009), Niki de Saint-Phalle und Frida Kahlo (2010).
2011 veröffentlichte sie die Lang-Erzählung Wir sehn uns wieder in der Ewigkeit – Die letzte Nacht von Henriette Vogel und Heinrich von Kleist. 2012 folgte der Roman Der Tag ist hell, ich schreibe dir. Der Roman ist eine Aufarbeitung der bundesrepublikanischen Geschichte, insbesondere der achtziger Jahre. Darin verarbeitet die Autorin fiktiv ihre Beziehung zu Alfred Herrhausen. In der jungen Studentin Helen und dem querdenkenden Bankier Julius zeichnet sie das Porträt zweier Protagonisten, die zu verschiedenen Generationen der Nachkriegszeit gehören. Die Freundschaft, die von Briefen begleitet wird, entwickelt sich vor dem Hintergrund der Achtziger; später im Leben erinnert sich Helen und fragt nach den Gründen für die Ermordung ihres Freundes; sie gräbt sich in Staatsakten ein und beleuchtet das Verhältnis von Bundesrepublik und DDR auf der Bankenebene und ihre Auswirkungen auf die Politik.
2013 veröffentlichte Tanja Langer den biografischen Roman Der Maler Munch, der anhand von drei Lebensstationen des norwegischen Malers Edvard Munch dessen Werkthemen und Formfragen reflektiert. 2014 veröffentlichte sie gemeinsam mit dem Deutsch-Afghanen David (Jawad) Majed den Roman Der Himmel ist ein Taschenspieler. Darin kehrt ein Mahboob, der als Junge nach Deutschland floh, zurück nach Afghanistan. Er trifft dort auf seinen totgeglaubten Vater, hilft, seine Schule wiederaufzubauen, und sucht nach verschwundenen Verwandten. Zwischen zwei Kulturen hin- und hergerissen, sucht er nach einer eigenen Identität.
2014 entwickelte sie zusammen mit der Fotografin Barbara Schnabel und dem bildenden Künstler el.doelle aus deren Ausstellungsprojekt „westgreussen – für immer fort und ganz vergangen“ (Haus am Lützowplatz, Berlin, 2012) das literarische Fotobuch Das Haus, in dem hundert Jahre deutscher Geschichte anhand des Hauses in Thüringen reflektiert werden, in dem der Großvater des Bildhauers den größten Teil seines Lebens verbrachte. Auch hier spielt das Thema der Erinnerung eine Rolle, die Frage, was es mit dem Gedächtnis der Dinge auf sich hat und wie Gefühle sich damit verbinden.

## Rezeption
Die Stuttgarter Zeitung urteilte im Jahr 2006: „Diese ganze Lebendigkeit ist an manchen Stellen etwas erdrückend, an anderen aber erzählt Tanja Langer mit einer solchen Präzision aus heutigen Leben heutiger Menschen, dass ihr dafür ein anderer, noch nicht erfundener Preis gebührte: für hingebungsvolles Sein und Schreiben im Hier und Jetzt“.

## Werke
- Ich bin die Nacht. Theaterstück über die jüdische Dichterin Selma Meerbaum-Eisinger, UA Berlin 1992
- Hagazussa. Theaterstück über Hexen für Kinder, UA Berlin 1992
- Cap Esterel. Roman. Berlin 1999 (Volk & Welt; tb dtv)
- Fluchtpunkte. Hörspiel. UA 1999 (sfb, Berlin)
- Der Morphinist oder Die Barbarin bin ich. Luchterhand, München 2002
- Kleine Geschichte von der Frau, die nicht treu sein konnte. München 2006 (dtv premium/tb dtv 2007)
- Nächte am Rande der inneren Stadt, München 2008 (dtv premium)
- Kleist. Oper. Musik: Rainer Rubbert. UA 2008 (Ries & Erler Berlin)
- Liederzyklus Künstlerinnen:
- Einst war ich schön – Camille Claudel – Szene für Mezzosopran und Klavier. Musik: Rainer Rubbert. UA 2009 (Ries & Erler Berlin, ISMN M-013-60085-4)
- Fürchterlich ist die Braut am Abend – Niki de Saint-Phalle – Lied für Mezzosopran und Klavier. Musik: Rainer Rubbert. UA 2010 (Ries & Erler Berlin, ISMN M-013-60085-4)
- Liebeslied an das Leben – Frida Kahlo – Lied für Mezzosopran und Klavier. Musik: Rainer Rubbert. UA 2010 (Ries & Erler ISMN M-013-60089-2)
- Wir sehn uns wieder in der Ewigkeit – Die letzte Nacht von Henriette Vogel und Heinrich von Kleist. Erzählung 2011 (dtv) ISBN 978-3-423-13981-6
- Der Tag ist hell, ich schreibe dir. Roman (über ihre Beziehung zu Alfred Herrhausen), Langen Müller, München 2012, ISBN 978-3-7844-3305-9
- Der Maler Munch. Roman, Langen Müller, München 2013, ISBN 978-3-7844-3335-6
- Der Himmel ist ein Taschenspieler. Roman, zusammen mit David Majed, Langen Müller, München 2014, ISBN 978-3-7844-3342-4
- Das Haus. Literarisches Fotobuch mit Barbara Schnabel und el.doelle, Langen Müller, München 2014, ISBN 978-3-7844-3357-8
- Meine kleine Großmutter & Mr. Thursday oder Die Erfindung der Erinnerung, Mitteldeutscher Verlag, Halle (Saale) 2019, ISBN 978-3-96311-181-5